# Teorema de Carnot (termodinàmica)
En termodinàmica, el teorema de Carnot o regla de Carnot és un principi que especifica límits en l'eficiència màxima que es pot obtenir en una màquina tèrmica que només depèn de la diferència entre els reservoris de temperatura de calor i de fred. El principi es va desenvolupar l'any 1824.
El teorema de Carnot estableix: 
- Totes les màquines tèrmiques irreversibles entre dos reservoris de calor són menys eficients que una màquina de Carnot operant entre els mateixos reservoris.
- Totes les màquines tèrmiques reversibles entre dos reservoris de calor són igualment eficients que una màquina de Carnot que operi entre els mateixos reservoris.

La fórmula d'aquesta eficiència màxima és
{\displaystyle \eta _{\text{max}}=\eta _{\text{Carnot}}=1-{\frac {T_{C}}{T_{H}}}}
on TC és la temperatura absoluta del reservori fred, TH és la temperatura absoluta del reservori calent i l'eficiència {\displaystyle \eta } és la raó del treball donat per la màquina del reservori calent.
Basant-se en la termodinàmica moderna el teorema de Carnot és el resultat de la segona llei de la termodinàmica.

Prova del teorema de Carnot

## Aplicació a cèl·lules de combustible i bateries
Com que les cèl·lules de combustible i les bateries elèctriques poden generar energia útil quan tots els components del sistema estan a la mateixa temperatura ({\displaystyle T=T_{H}=T_{C}}), no estan limitats pel Teorema de Carnot, ja que el teorema de Carnot s'aplica a màquines que converteixen energia tèrmica en treball i en canvi les cèl·lules de combustible i les bateries converteixen l'energia química en treball.